# Kōji Omi
Kōji Omi (尾身 幸次, Omi Kōji), né le 14 décembre 1932 à Numata et mort le 14 avril 2022 à Tokyo, est un homme politique japonais. Ministre des Finances du 16 septembre 2006 au 27 août 2007 dans gouvernement Abe, il succède à ce poste à Sadakazu Tanigaki et sera lui-même remplacé par Fukushirō Nukaga.
Sa fille, Asako Omi, est élue députée en 2014.